# Club Med
Club Med (сокращение от фр. Club Méditerranée — средиземноморский клуб) — международный туроператор, владеющий и управляющий сетью курортных комплексов в разных странах. Штаб-квартира расположена в Париже (Франция), принадлежит китайскому конгломерату Fosun International.

## История

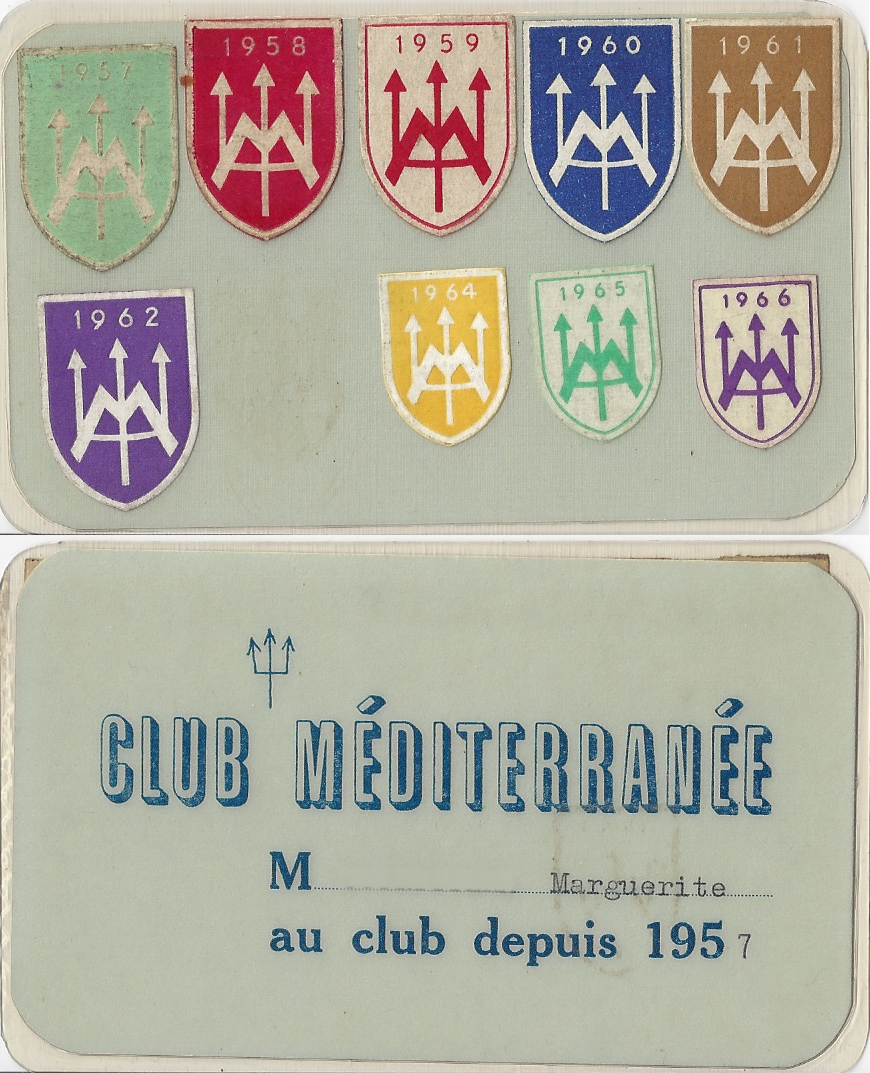
Клубная карта, 1957 год

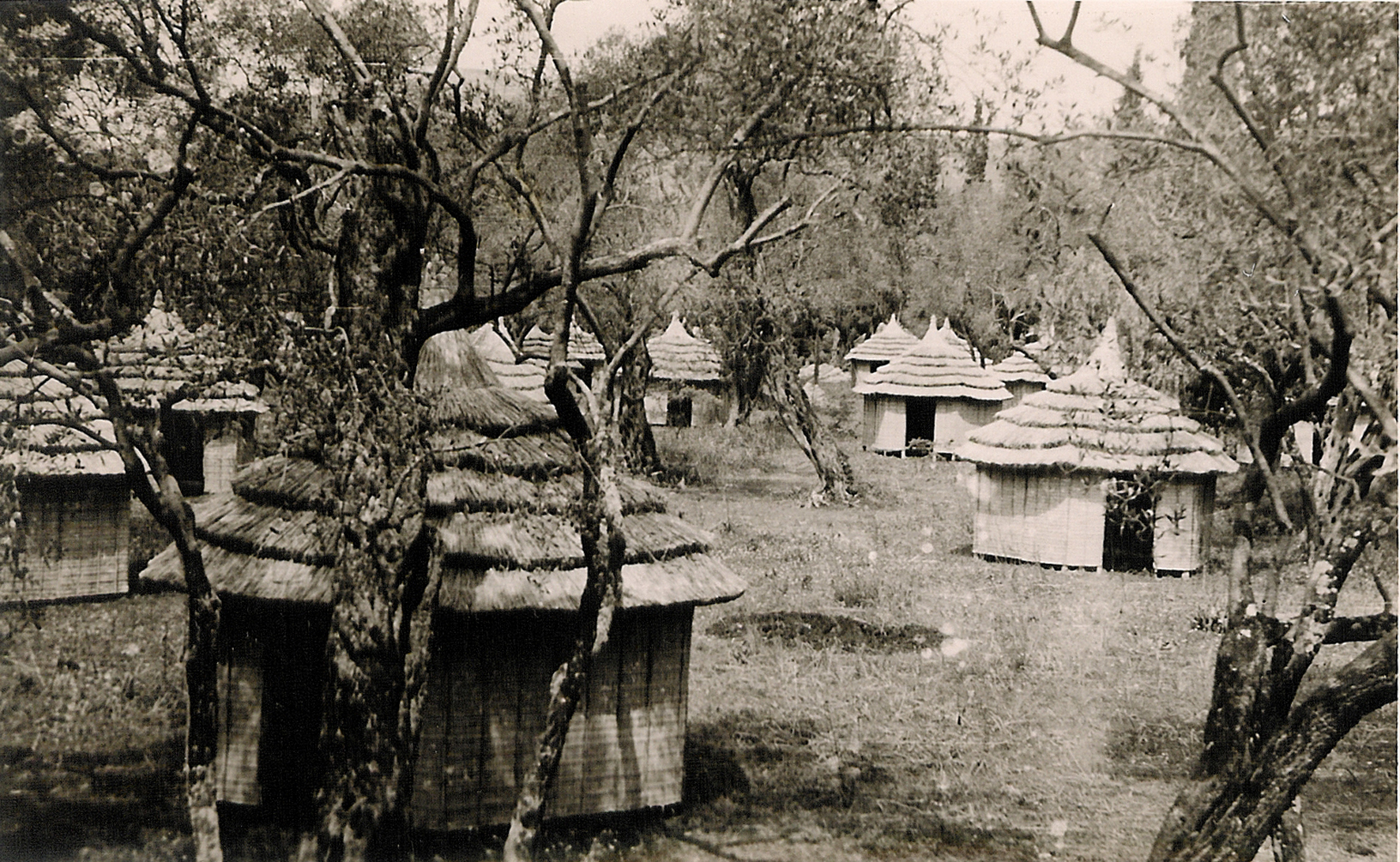
«Городок» на острове Керкира (Греция, 1960 год)

Дмитрий Филиппов фр. Dimitri Philippoff, французский спортсмен и спортивный журналист русского происхождения организовал в 1935 году палаточный спортивный лагерь «Белые медведи», восстановленный после Второй мировой войны, в 1948 году, на острове Корсика под названием «Олимпийский клуб». В 1949 году в «Олимпийском клубе» побывал Жерар Блитц (бывший бельгийским чемпион по водному поло и огранщик алмазов), который позаимствовал концепцию палаточного спортивного лагеря для своего проекта.
11 февраля 1950 года Жерар Блитц основал компанию Club Med. Первоначальная концепция клуба заключалась в минимуме удобств при максимуме активного отдыха. Предлагалось размещение в палатках на берегу, различные виды спорта и активного отдыха, общий стол, массовые мероприятия. Первый из клубов системы Club Med был открыт в Алькудии на испанской Мальорке. Вступительный взнос составлял 300 франков, двухнедельный отдых обходился в 15 900.
Отдых по системе Club Med приобрёл значительную популярность и число клубных отелей, называемых компанией «городками» (фр. village — деревня), в странах средиземноморского региона постоянно увеличивалось. Вместо палаток и тентов в «городках» начали возводиться типовые соломенные хижины.
С 1955 года Club Med выходит за пределы Средиземноморья, открыв «городок» на Таити. С 1956 года в Альпах открываются зимние «городки», специализирующиеся, главным образом, на горнолыжных видах спорта. В 1954 году Жильбер Тригано (Gilbert Trigano) стал управляющим директором компании, а в 1963 году единолично возглавил её. С 1961 по 1988 год крупнейшим акционером компании была группа Ротшильдов. Инвестиции группы помогли существенно расширить бизнес — к 1965 году у Club Med было 14 летних городков и 11 горнолыжных. В 1967 году был открыт офис в Нью-Йорке, а в 1968 году был открыт городок в Гваделупе (Антильские острова). В 1973 году был открыт офис в Японии.
Постепенно из клубной системы для отдыха одиноких туристов и молодых семейных пар в период каникул Club Med становится сетью отелей для семейного отдыха с детьми. С 1967 года в «городках» появляются детские клубы (Mini Club). В 1984 году в Нью-Йорке была зарегистрирована дочерняя компания Club Med, Inc., а в 1987 году во Флориде открылся курортный комплекс Sandpiper. В том же 1987 году в Саппоро открылся первый городок в Японии.
В середине 1980-х годов рост компании замедлился, а в 1991 году она впервые показала убыток. В следующие годы убытки начали нарастать; среди причин были политическая нестабильность в Югославии и Сенегале, где находились популярные городки, неудачные инвестиции а авиакомпании и новые курортные комплексы, а также экономический спад в Европе, которая оставалась основным регионом деятельности. В 1996 году Жильбер Тригано передал руководство компанией своему сыну Сержу, но в 1997 году семья Тригано была вынуждена покинуть компанию. Новый ключевой акционер, семья Аньели, назначил президентом компании Филиппа Бургиньона (Philippe Bourguignon). Под его руководством была предпринята попытка приобретения сетей спортивных залов и открытия сети ресторанов, которая оказалась коммерчески неудачной. Крупный экономический спад компании последовал после террористических актов в США 11 сентября 2001 года. Пришлось закрыть часть существующих «городков» и пересмотреть планы открытия новых.
С назначением в 2002 году генеральным директором Анри Жискар д’Эстена приоритеты компании были вновь изменены. Основным направлением стал считаться более комфортный и дорогой отдых. Менее комфортные «городки» закрываются, появляются новые люксовые клубы, отдельные зоны внутри «городков», виллы и шале.
В 2015 году Club Med была куплена китайской группой Fosun International.

## Деятельность

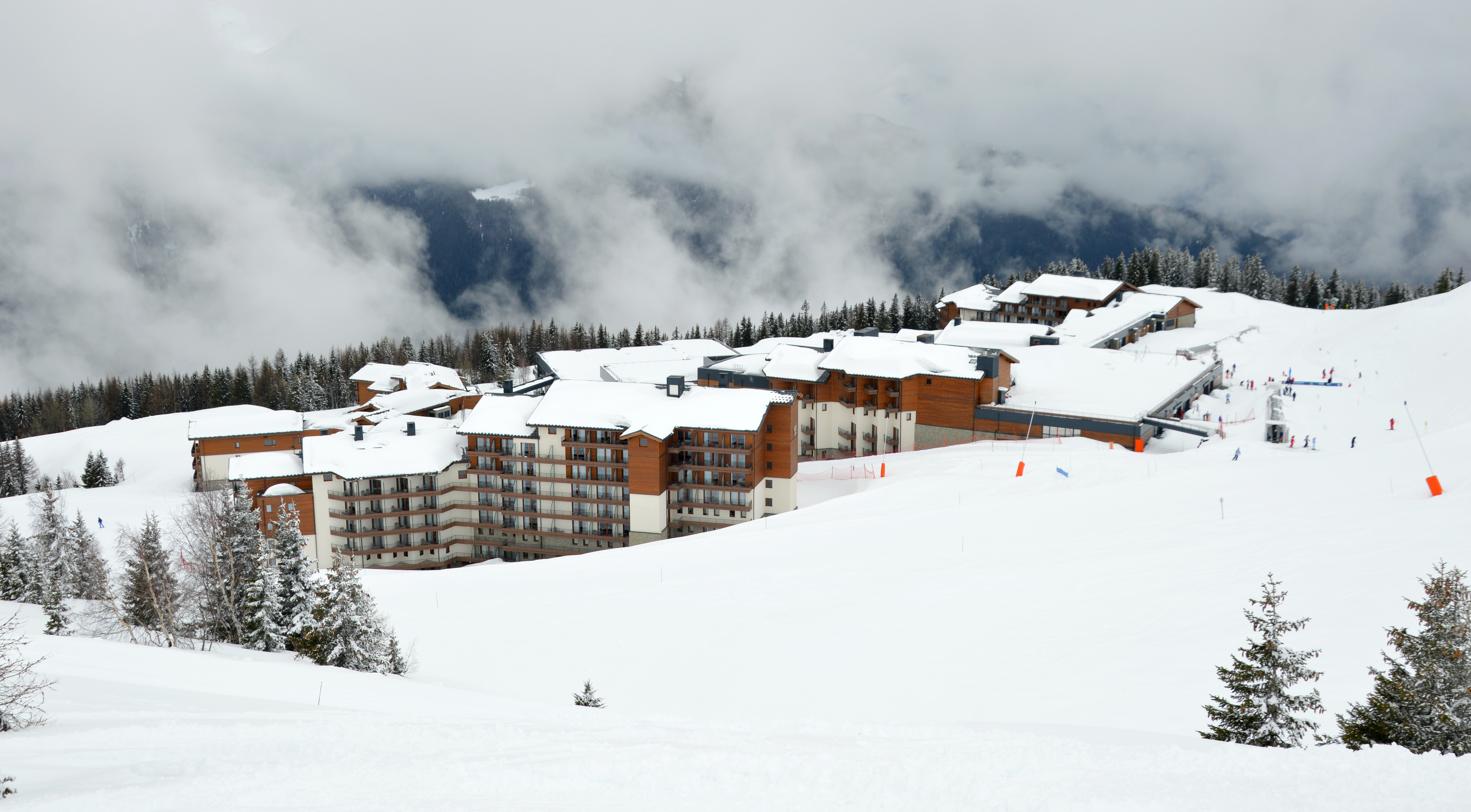
Комплекс Club Med на горнолыжном курорте Ла-Розьер (Французские Альпы)

По состоянию на конец 2023 года сеть Club Med насчитывала 68 курортных комплексов, из них 35 в регионе Европа, Ближний Восток и Африка, 12 в Америке и 21 в Азии. На горнолыжные курорты приходилось 25 комплексов (Альпы, а также Китай, Канада и Япония). В собственности компании находилось 10 комплексов, 42 были арендованы, а 16 находились под управлением.
Выручка компании за 2023 год составила около 2 млрд евро, из них на Францию пришлось 38 %, на остальную Европу, Ближний Восток и Африку — 22 %, на Америку — 24 %, на Азию — 16 %.
Club Med является частью Fosun Tourism Group, в которую также входит комплекс Atlantis Sanya в городе Санья на острове Хайнань и некоторые другие активы. Контрольный пакет акций группы (79,35 %) принадлежит конгломерату Fosun International.

## Основные отличия

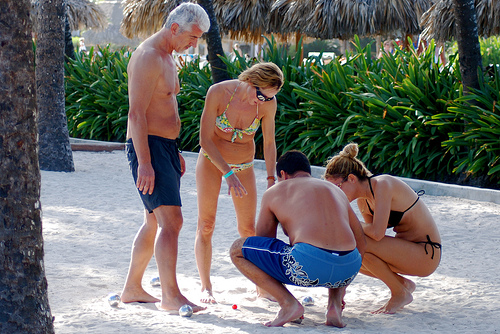
Отдыхающие за игрой в петанк. «Городок» Club Med Punta Cana, Доминиканская Республика

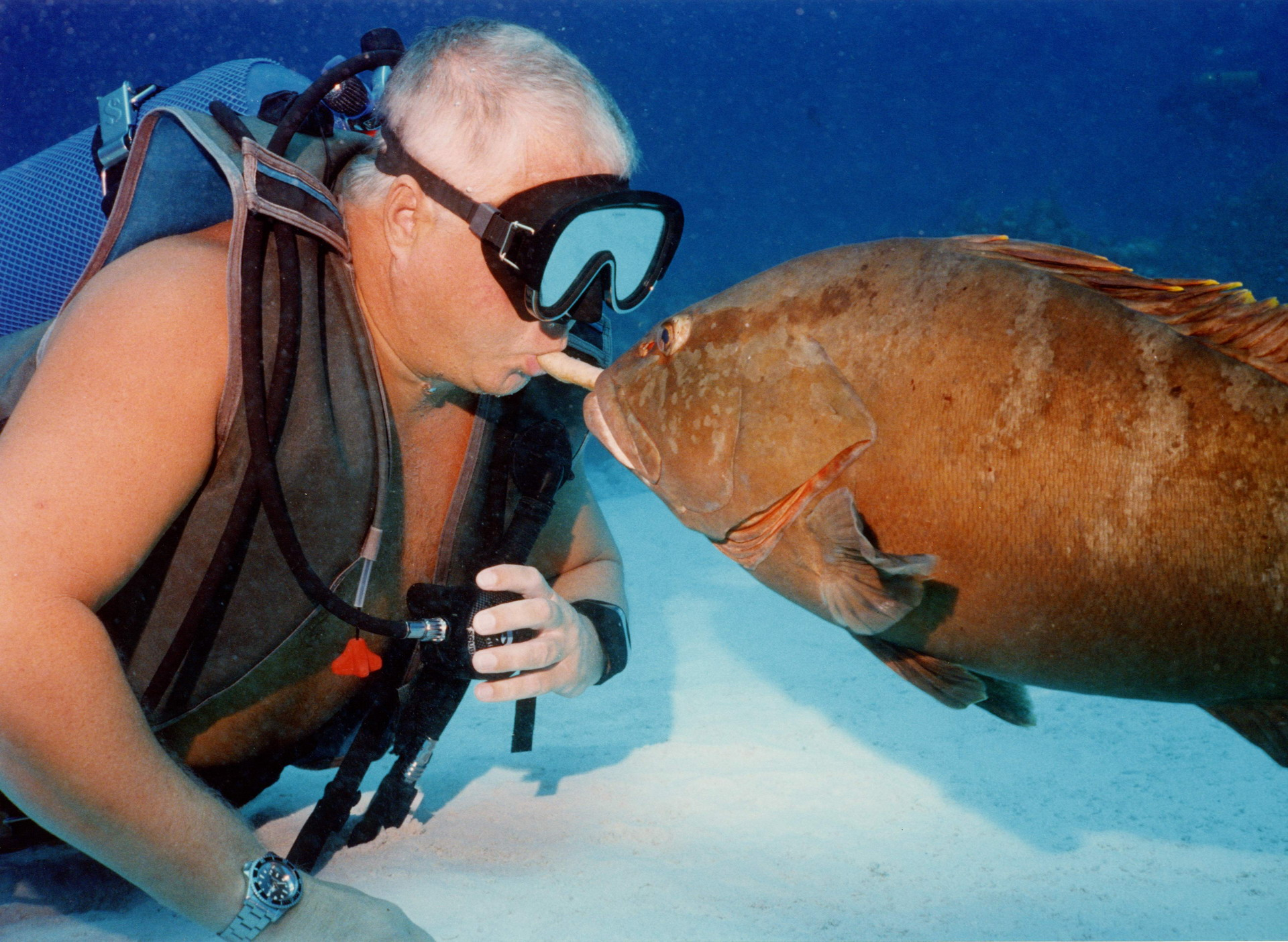
Дайвинг в «городке» Club Med на Багамских островах

- Club Med предоставляет отдых по системе «всё включено». Считается, что именно компания Club Med была автором этой концепции[7][8]. В настоящее время система расширена, и гостям в течение дня во всех барах предлагаются напитки и закуски, стоимость которых уже включена в стоимость путёвки. Официально такую систему обслуживания в компании Club Med называют «Premium all inclusive».
- Club Med предоставляет возможность занятия более 60 видами спорта и активного отдыха. Значительная часть занятий, обучения и сопровождения инструкторами включена в стоимость путёвки.
- Отели системы называются «городками», а их уровень комфорта обозначается не звёздами (см. Рейтинг отелей), а количеством трезубцев (трезубец является зарегистрированной торговой маркой Club Med). «Вес» трезубца несколько выше «веса» звезды. До недавнего времени существовали «городки» с 2, 3 и 4 трезубцами. В декабре 2007 года на острове Маврикий открыт первый сверхкомфортный «городок» с уровнем комфорта 5 трезубцев[9], а все городки «2 трезубца» закрыты.
- «Городки» Club Med предоставляют услуги семейного отдыха с детьми. Существует несколько типов детских клубов для детей и подростков разного возраста, программы размещения детей младенческого возраста, услуги по индивидуальному и коллективному присмотру за детьми.
- Более чем в 40 «городках» предоставляются услуги спа.
- Отдых в клубах обеспечивается командой «G. O.» («джио», от фр. gentils organisateurs) — «милых организаторов». Отдыхающие рассматриваются как «G. M.» (от gentils membres) — «милые члены (клуба)».

## Отели и круизы

### Летние «городки»

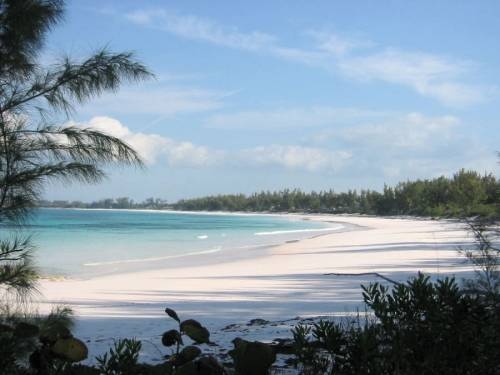
Пляж «городка» Club Med на Багамских островах

Летние и круглогодично работающие «городки» системы Club Med расположены в различных курортных регионах мира на 5 континентах. Значительная часть «городков» находятся во Франции, заморских территориях Франции и бывших французских колониях.

### Зимние «городки»
Большинство зимних «городков» системы Club Med расположены в Альпах. Их основная направленность — горнолыжный спорт. «Городки» находятся на территории Франции, Италии и Швейцарии в зонах катания Paradiski, 3 Vallees (три долины), Espace Killy, Chamski, Haute-Engadine и так далее. В городках работают инструкторы и открыты горнолыжные школы для детей и взрослых различного уровня катания на горных и беговых лыжах, сноуборде. Занятия с инструкторами и обучение входят в стоимость путёвки.

### Круизный парусник

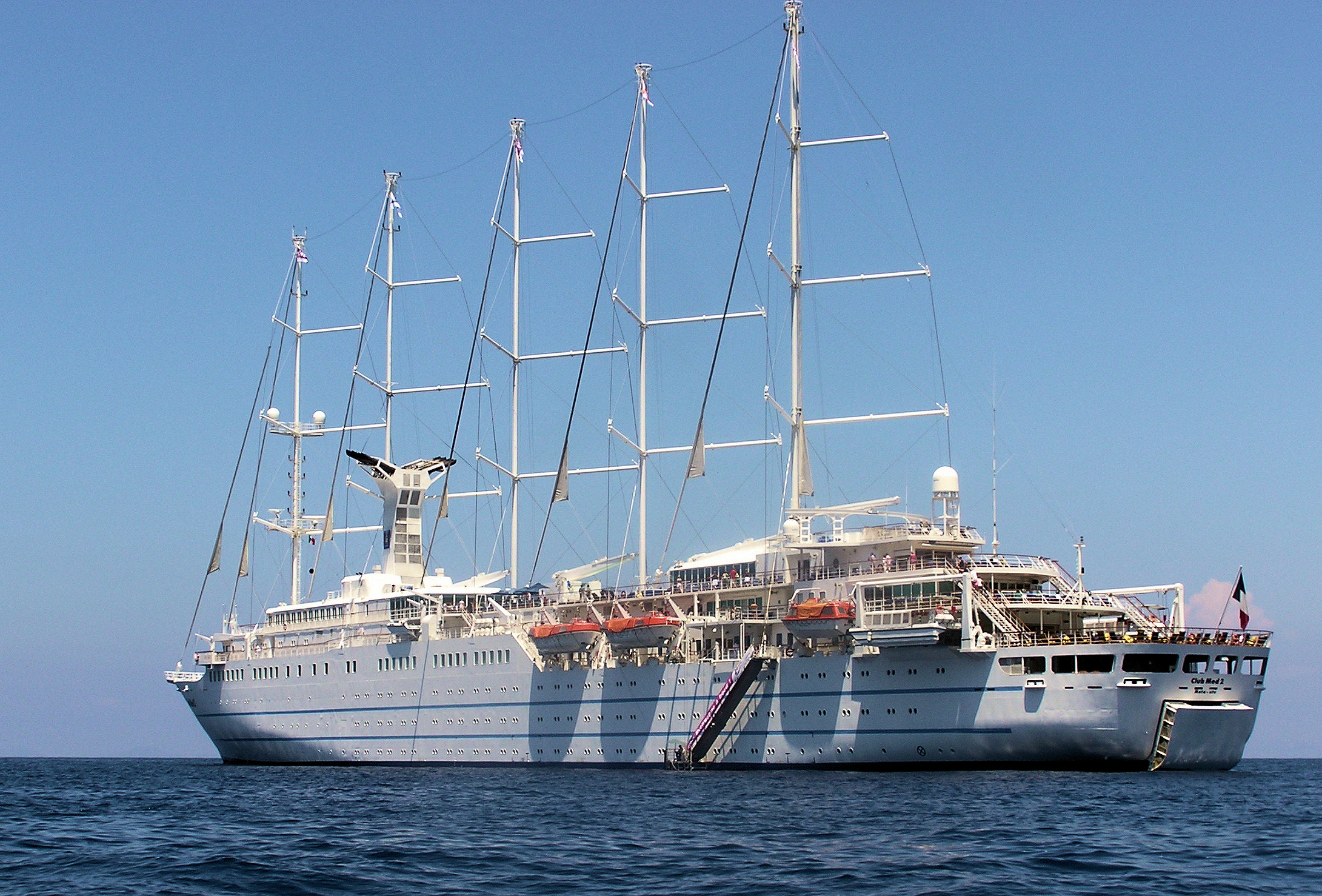
Парусный лайнер «Club Med 2» близ острова Капри (Италия)

Компании Club Méditerranée принадлежит круизный парусный лайнер «Club Med 2», построенный в 1992 году в Гавре. Пятимачтовое судно оборудовано компьютерной системой управления парусами и традиционной силовой установкой. Водоизмещение парусника составляет 14 983 тонны, судно принимает 392 пассажира, экипаж составляет 200 человек. Судно совершает круизы по Средиземному морю, Карибам и трансатлантические переходы.
Парусный лайнер «Club Med 1» был построен в 1989 году, эксплуатировался компанией с 1990 по 1998 год, после чего продан и переименован в Wind Surf.

### Список «городков»
| Название                      | Уровень комфорта (число трезубцев) | Страна                   | Год открытия |
| ----------------------------- | ---------------------------------- | ------------------------ | ------------ |
| Albion                        | 5                                  | Маврикий                 | 2007         |
| Albion Villas                 | 5                                  | Маврикий                 | 2010         |
| Anji                          | 4                                  | Китай                    | 2018         |
| Arcs Extreme                  | 3                                  | Франция                  | 1980         |
| Bali                          | 4                                  | Индонезия                | 1986         |
| Beidahu                       | 4                                  | Китай                    | 2016         |
| Beijing Yanqing               | 4                                  | Китай                    | 2019         |
| Bintan Island                 | 4                                  | Индонезия                | 1996         |
| Bodrum                        | 4                                  | Турция                   | 1995         |
| Cancun Yucatan                | 5                                  | Мексика                  | 1976         |
| Cap Skirring                  | 4                                  | Сенегал                  | 1973         |
| Cefalu                        | 5                                  | Италия                   | 2018         |
| Changbaishan                  | 4                                  | Китай                    | 2022         |
| Cherating Beach               | 4                                  | Малайзия                 | 1979         |
| Club Med 2                    | 5                                  | парусник                 | 1992         |
| Columbus Isle                 | 4                                  | Багамские острова        | 1992         |
| Da Balaia                     | 4                                  | Португалия               | 1986         |
| Djerba La Douce               | 3                                  | Тунис                    | 1975         |
| Grand Massif Chalets          | 5                                  | Франция                  | 2019         |
| Grand Massif Samoëns Morillon | 4                                  | Франция                  | 2017         |
| Gregolimano                   | 4                                  | Греция                   | 1978         |
| Guilin                        | 4                                  | Китай                    | 2013         |
| Ixtapa Pacific                | 4                                  | Мексика                  | 1981         |
| Kabira                        | 4                                  | Япония                   | 1999         |
| Kani                          | 5                                  | Мальдивы                 | 2000         |
| Kani Finolhu Villas           | 5                                  | Мальдивы                 | 2015         |
| Kiroro Grand                  | 4                                  | Япония                   | 2023         |
| Kiroro Peak                   | 4                                  | Япония                   | 2022         |
| La Caravelle                  | 4                                  | Гваделупа                | 1974         |
| La Palmyre Atlantique         | 4                                  | Франция                  | 2003         |
| La Plagne 2100                | 4                                  | Франция                  | 1990         |
| La Pointe Aux Canonniers      | 4                                  | Маврикий                 | 1973         |
| La Rosière                    | 4                                  | Франция                  | 2020         |
| La Rosière Suite              | 5                                  | Франция                  | 2023         |
| L’alpe D’huez La Sarenne      | 4                                  | Франция                  | 1985         |
| Lake Paradise                 | 4                                  | Бразилия                 | 2016         |
| Les Arcs Panorama             | 5                                  | Франция                  | 2018         |
| Les Boucaniers                | 4                                  | Мартиника                | 1969         |
| Lijiang                       | 4                                  | Китай                    | 2021         |
| Magna Marbella                | 4                                  | Испания                  | 2022         |
| Marrakech La Palmeraie        | 5                                  | Марокко                  | 2004         |
| Miches                        | 5                                  | Доминиканская Республика | 2019         |
| Nanjing Xianlin               | 4                                  | Китай                    | 2023         |
| Opio En Provence              | 4                                  | Франция                  | 1989         |
| Palmiye                       | 4                                  | Турция                   | 1988         |
| Peisey-Vallandry              | 4                                  | Франция                  | 2005         |
| Phuket                        | 4                                  | Таиланд                  | 1985         |
| Pragelato                     | 4                                  | Италия                   | 2012         |
| Punta Cana                    | 5                                  | Доминиканская Республика | 1981         |
| Quebec Charlevoix             | 5                                  | Канада                   | 2021         |
| Rio Das Pedras                | 5                                  | Бразилия                 | 1988         |
| Sahoro Hokkaido               | 4                                  | Япония                   | 1988         |
| Saint-Moritz Roi Soleil       | 4                                  | Швейцария                | 1963         |
| Serre-Chevalier               | 3                                  | Франция                  | 2001         |
| Seychelles                    | 5                                  | Сейшельские острова      | 2021         |
| Taicang                       | 4                                  | Китай                    | 2023         |
| Thousand Islands              | 4                                  | Китай                    | 2022         |
| Tignes                        | 5                                  | Франция                  | 2022         |
| Tomamu Hokkaido               | 4                                  | Япония                   | 2018         |
| Trancoso                      | 4                                  | Бразилия                 | 2002         |
| Turquoise, Turks and Caico    | 4                                  | Острова Теркс и Кайкос   | 1985         |
| Val D’isere                   | 5                                  | Франция                  | 1978         |
| Val Thorens                   | 4                                  | Франция                  | 2014         |
| Valmorel                      | 5                                  | Франция                  | 2011         |
| Valmorel Chalets              | 5                                  | Франция                  | 2011         |
| Vittel Ermitage               | 4                                  | Франция                  | 1973         |
| Yabuli                        | 4                                  | Китай                    | 2010         |
| Yasmina                       | 4                                  | Марокко                  | 1969         |

## Трудоустройство
Club Med регулярно принимает на сезонную работу в качестве организаторов отдыха (G. O.) инструкторов по различным видам спорта и другой обслуживающий персонал.

## Club Med в культуре и искусстве
- Франко-итальянский фильм 1955 года «Village magique» (в итальянском прокате «Vacanze d’amore») с Робером Ламурё и Лючией Бозе в главных ролях повествует о любовных приключениях в «городке» Village Magique (ныне Club Med Cefalù) на острове Сицилия.
- Одна из первых комедий с участием Джима Керри — «Гора Куппер» (англ. Copper Mountain) повествует о приключениях в ныне закрытом горнолыжном «городке» Club Med Copper Mountain в Колорадо, США.
- В Club Med работает героиня романа «Платформа» Мишеля Уэльбека.
- Доктор Ник Ривьера из мультсериала «Симпсоны» имеет диплом об окончании школы Club Med (серия «Барта сбивает машина» («Bart Gets Hit by a Car»)
- Дарси Мак-Гуайр (героиня Хелен Хант) в фильме «Чего хотят женщины» занималась рекламной кампанией системы Club Med.
- В франко-бельгийском фильме 2023 года «Париж, всё включено» (в оригинале «La Vie pour de vrai») Club Med находится в центре сюжета.
- Также страны: Италия, Португалия и Испания называемые экономистами «Club Med» за тесную связь экономик этих средиземноморских стран.

## Конкуренты
Конкуренцию компании Club Med составляют как другие клубные системы отдыха, так и сети отелей, предоставляющие услуги по системе «всё включено». Среди них:
- Club 18-30
- SuperClubs
- Robinson Club
- Carnival Corporation
- Sol Meliá
- Sandals Hotels